# Monet (Schiff)
Die Monet ist ein Kreuzfahrtschiff des britischen Reiseanbieters Noble Caledonia, das 1970 als Passagierschiff Yushar in Dienst gestellt und 1998 für den Kreuzfahrtdienst umgebaut wurde.

## Geschichte
Die Monet wurde im September 1969 als Passagierschiff unter dem Namen Yushar bei Georgi Dimitrov in Warna auf Kiel gelegt und 1970 für Northern Shipping in Dienst gestellt. 1998 wurde sie zu einem Kreuzfahrtschiff mit Kapazität für 56 Passagiere umgebaut und in Stella Dalmatiae umbenannt. Neuer Eigner war der Kreuzfahrtanbieter Dalmatija Cruise Line, der das Schiff für Mittelmeerkreuzfahrten einsetzte.

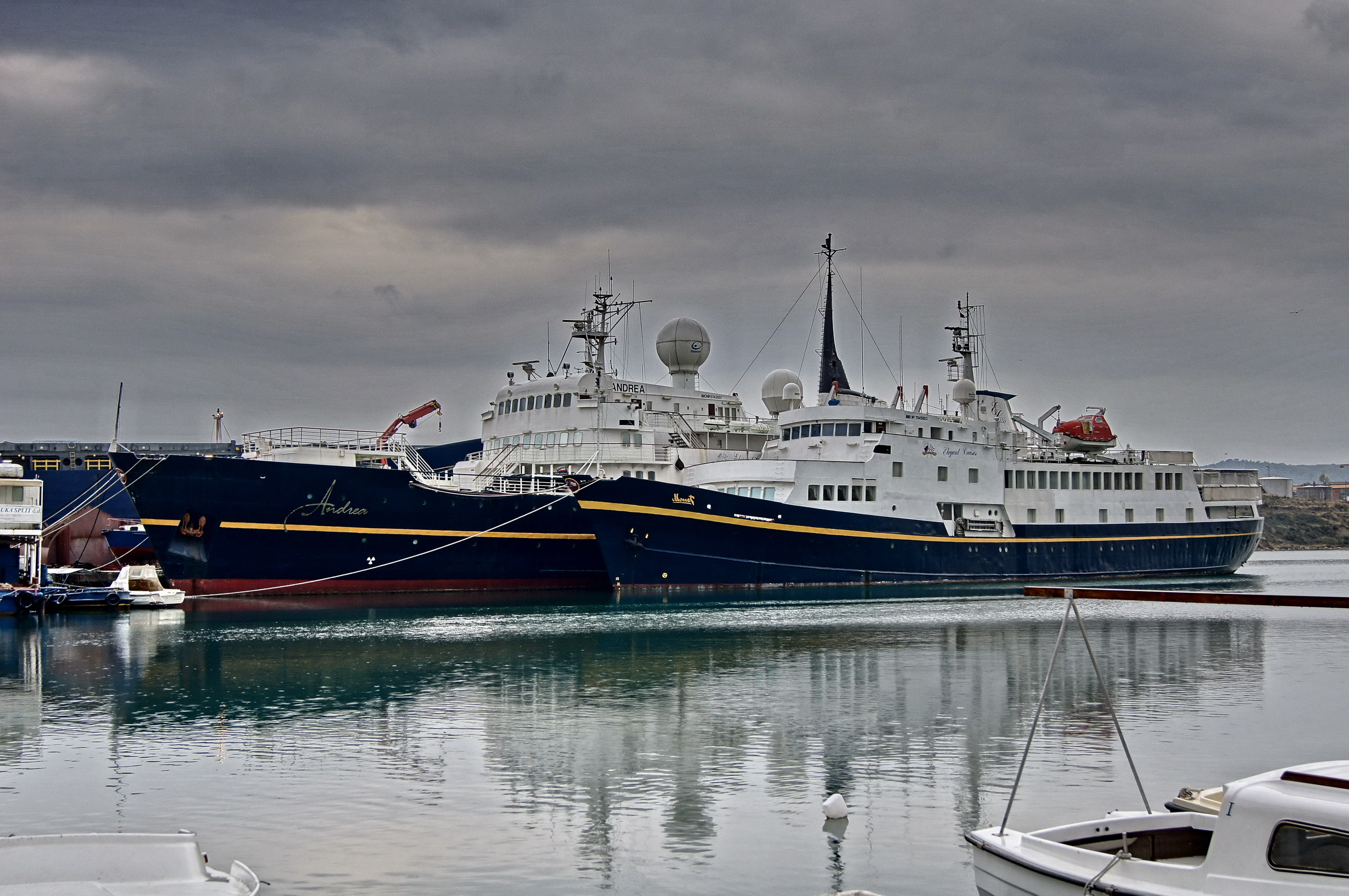
Die aufgelegte Monet neben der Andrea, Oktober 2011

1998 benannte die Dalmatija Cruise Line das Schiff in Monet um. Es blieb weitere drei Jahre im Dienst, ehe es ab 2001 von Elegant Cruises betrieben wurde. In den folgenden acht Jahren stand die Monet für Kreuzfahrten an der Küste Kroatiens im Einsatz. 2009 stellte die Reederei den Betrieb ein und die Monet wurde gemeinsam mit der ebenfalls zu Elegant Cruises gehörenden Andrea in Split ausgemustert. Die  Andrea wird seit April 2013 wieder als Kreuzfahrtschiff unter dem Namen Serenissima eingesetzt, während die Monet weiterhin in Split auflag.
2016 und 2018 folgten Renovierungen am Schiff, das daraufhin nach jahrelanger Liegezeit wieder in Fahrt kam. Seit 2021 fährt es unter Charter des britischen Reiseanbieters Noble Caledonia für Reisen im Mittelmeer.